# Pleocoma rickseckeri
Pleocoma rickseckeri är en skalbaggsart som beskrevs av Horn 1888. Pleocoma rickseckeri ingår i släktet Pleocoma och familjen Pleocomidae. Inga underarter finns listade i Catalogue of Life.